# Macrozamia conferta
Macrozamia conferta — вид голонасінних рослин класу саговникоподібні (Cycadopsida).
Етимологія: лат. confertus — «тісно», посилаючись на тісне скупчення листових фрагментів на хребті.

## Опис
Рослини без наземного стовбура, стовбур 9–15 см діаметром. Листя 1–5 в короні, яскраво-зелене, від високоглянсового до напівглянсового, 35–60 см завдовжки, з 90–160 листових фрагментів; хребет сильно спірально закручений, прямий, жорсткий; черешок завдовжки 7–21 см, від прямого до загнутого, без шипів. Листові фрагменти прості; середні — завдовжки 6–30 мм, шириною 2–6 мм. Пилкові шишки веретеновиді, 7–18 см завдовжки, 2,5–4 см діаметром. Насіннєві шишки вузькояйцевиді, завдовжки 6–12 см, 3,5–6 см діаметром. Насіння яйцеподібні, 20–25 мм завдовжки, 16–20 мм завширшки; саркотеста червона.

## Поширення, екологія
Країни поширення: Австралія (Квінсленд). Росте на висотах від 600 до 750 м над рівнем моря. Рослини знаходяться спорадично, у евкаліптовому рідколіссі на дрібних підзолистих ґрунтах.

## Загрози та охорона
Цей вид є вразливим до браконьєрства. Зустрічається в різних охоронних територіях.